# 宮山香里
宮山 香里（みややま かおり、1975年 - ）は東京都生まれミラノ在住の美術家である。
概要慶應義塾大学文学部 社会学専攻(文化人類学 鈴木正崇ゼミ)卒業。学生時代 当時クラスメートだった作家向山貴彦と共に小説「童話物語」を製作（挿絵と世界観を担当）、幻冬舎より単行本(1999年)、文庫版上下巻(2001年)が出版、ロングセラーとなる。その後国立ラールヴェリテアート&リトグラフ研究所にて美術、リトグラフを学ぶ。2001年初個展開催後、イタリアに渡りミラノブレラ国立美術学院絵画科(Accademia di Belle Arti di Brera Milano)入学。ポーラ美術振興財団、文化庁の新進芸術家在外研修の助成を得て、イタリアにて「空間性-Spazialita-」と作品の関係について研修。イタリアを拠点に制作発表を続ける。

## 作品
- 童話物語 （1999年、幻冬舎）